# Xã Stony Creek, Quận Williams, Bắc Dakota
Xã Stony Creek (tiếng Anh: Stony Creek Township) là một xã thuộc quận Williams, tiểu bang Bắc Dakota, Hoa Kỳ. Năm 2010, dân số của xã này là 558 người.